# ジョナス・ゴンサウヴェス・オリヴェイラ
ジョナス（Jonas）ことジョナス・ゴンサウヴェス・オリヴェイラ（Jonas Gonçalves Oliveira、1984年4月1日 - ）は、ブラジル・サンパウロ州出身の元サッカー選手。ポジションはFW。

## 経歴

### クラブ

#### 初期の経歴
グアラニFCの下部組織出身で、2005年にECサント・アンドレ戦でデビューした。グアラニFCでは25試合に出場して12得点している。この活躍でブラジル国内の多くのクラブを引き付け、SEパルメイラス、SCコリンチャンス・パウリスタ、クルゼイロECなどが獲得に興味を示した。2006年、移籍期限終了間際にセリエA王者のサントスFCに移籍した。同年のサンパウロ州選手権では6試合で5得点を挙げたが、膝に重傷を負って6ヶ月の間離脱した。2007年に復帰して州選手権で4得点し、2年連続での州選手権優勝を果たした。出場した試合では活躍したが、サントスFCの控えにとどまっており、2007年9月12日にグレミオFBPAと4年契約を結んだ。

#### グレミオ
グレミオは500万ドルを支払ってジョナスの保有権の50%を得ている。グレ・ナル（SCインテルナシオナルとのダービーマッチ）でデビューしたが、その試合の後半早々に負傷して交代した。2007年末にはグレミオの中心選手となった。2008年にはグレミオに多くのフォワードが加入したため、ジョナスはポジションを失い、一貫してフィジカル面の弱さを批判された。7月にはクラブを離れる決断をし、アソシアソン・ポルトゥゲーザ・ジ・デスポルトスにレンタル移籍した。ポルトゥゲーザはセリエB（2部）に降格したが、ジョナスはチーム最高の選手のひとりであり、公式戦通算18得点・セリエAで9得点を挙げてチーム内得点王となった。2009シーズンはグレミオに復帰し、セリエAで好調なスタートを切った。2度の足首の怪我に悩まされたが、14得点で得点王に輝いた。2010シーズンも好調で、その献身性や巧みな技術がファンに愛された。リオ・グランデ・ド・スル州選手権でチーム内得点王となり、セリエAでは23得点でリーグ得点王に輝いた。

#### バレンシア
ジョナスは2011年に満了する グレミオとの契約を破棄し、2011年1月24日にリーガ・エスパニョーラのバレンシアCFに移籍した。2月27日のアスレティック・ビルバオ戦 (2-1) で初得点を挙げた。

#### ベンフィカ
SLベンフィカは、2014年9月12日、クラブ公式サイトで、契約満了でバレンシアを退団し、フリーとなっていたジョナスを2年契約で獲得したことを発表した。1年目からシーズン20ゴールを決める活躍を見せ、2年目には32ゴールを決めてプリメイラ・リーガ得点王となった。2018-19シーズンも16ゴールを決めたものの、2019年7月9日に現役引退を表明した。

### 代表
2002年から2004年にU-23ブラジル代表に選出された後は代表から遠ざかっていたが、2011年3月27日のスコットランドとの親善試合でA代表デビューを飾る。2011年11月14日のエジプトとの親善試合で代表初得点を含む2得点を挙げた。2012年9月以降は代表から遠ざかり、2016年3月のワールドカップ南米予選パラグアイ戦で3年半振りの復帰を果たした。2016年5月20日、コパ・アメリカ・センテナリオのブラジル代表メンバーに招集されていたリカルド・オリヴェイラが負傷で離脱することに伴い、追加招集することが発表された。

## 個人成績

### 試合数
国際Aマッチ 12試合 3得点（2011年-2016年）
| ブラジル代表 | 国際Aマッチ | 国際Aマッチ |
| 年           | 出場        | 得点        |
| ------------ | ----------- | ----------- |
| 2011         | 5           | 2           |
| 2012         | 3           | 0           |
| 2016         | 4           | 1           |
| 通算         | 12          | 3           |

## タイトル

### クラブ
サントス
- サンパウロ州選手権 : 2006, 2007

グレミオ
- リオ・グランデ・ド・スル州選手権 : 2010

ベンフィカ
- プリメイラ・リーガ : 2014-15, 2015-16, 2016-17, 2018-19
- タッサ・デ・ポルトガル : 2016-17
- タッサ・ダ・リーガ : 2014-15, 2015-16
- スーペルタッサ・カンディド・デ・オリベイラ : 2016, 2017

### 個人
- ボーラ・ジ・プラッタ : 2010
- プリメイラ・リーガ年間最優秀選手賞 : 2015, 2016
- プリメイラ・リーガ得点王 : 2015-16, 2017-18